# جيهانغير جيهان
جيهانغير جيهان (بالتركية: Cihangir Ceyhan)‏ (ولد في 6 فبراير سنة 1989، أضنة)، هو ممثل تركي.

## حياته
ترجع أصول جيهانغير إلى ديار بكر من قبل الأم ومن إلازغ من قبل الأب، وهو أصغر أشقائه، واصل حياته التعليمية في جامعة أسكوريتيم في إدارة الأعمال، حصل على تعليم بالوكالة في إسطنبول لمدة سنتان ونصف. ثم عاد إلى أضنة حيث ولد ونشأ، لديه جمهور كبير في أضنة حيث عرف من خلال مسلسل صفر واحد وزادت شعبيته في العالم العربي من خلال دور آزار كورتولوش في مسلسل الحفرة الشهير.

## أعماله
| مسلسلات     | مسلسلات      | مسلسلات       | مسلسلات   |
| السنة       | اسم العمل    | الدور         | ملاحظات   |
| ----------- | ------------ | ------------- | --------- |
| 2016-2018   | Sıfır Bir    | جيو           | بطل       |
| 2019-2020   | الحفرة       | آزار كورتولوش | بطل مساعد |
| 2020-2021   | اللهيب       | عمر أتايجي    | بطل       |
| 2021-2022   | فتاة النافذة | خيري آرسوي    | بطل       |
| - 2023 2024 | الموازين     | فريد كامجي    | بطل       |
| - 2024      | عساف         | عساف          | بطل       |

## روابط خارجية
- جيهانغير جيهان على موقع IMDb (الإنجليزية)
- جيهانغير جيهان على موقع قاعدة بيانات الفيلم (الإنجليزية)